# 旋葵
旋葵（学名：Malachra capitata）为锦葵科旋葵属下的一个种。